# Ḩājjī Sarā
Ḩājjī Sarā är en ort i Iran.   Den ligger i provinsen Gilan, i den norra delen av landet, 200 km nordväst om huvudstaden Teheran. Ḩājjī Sarā ligger 88 meter över havet och antalet invånare är 902.
Terrängen runt Ḩājjī Sarā är kuperad åt sydväst, men åt nordost är den platt. Runt Ḩājjī Sarā är det ganska tätbefolkat, med 134 invånare per kvadratkilometer. Närmaste större samhälle är Lāhījān, 14,1 km nordväst om Ḩājjī Sarā. I omgivningarna runt Ḩājjī Sarā växer i huvudsak blandskog.